# Hammond Peek
Hammond Peek est un ingénieur du son néo-zéolandais.

## Filmographie (sélection)
- 1983 : Les Pirates de l'île sauvage (Nate and Hayes) de Ferdinand Fairfax
- 1985 : Le Dernier Survivant (The Quiet Earth) de Geoff Murphy
- 1994 : Créatures célestes (Heavenly Creatures) de Peter Jackson
- 2001 : Le Seigneur des anneaux : La Communauté de l'anneau (The Lord of The Rings: The Fellowship of the Ring) de Peter Jackson
- 2002 : Le Seigneur des anneaux : Les Deux Tours (The Lord of the Rings: The Two Towers) de Peter Jackson
- 2003 : Le Seigneur des anneaux : Le Retour du roi (The Lord of the Rings: The Return of the King) de Peter Jackson
- 2005 : King Kong de Peter Jackson

## Distinctions

### Récompenses
- Oscar du meilleur mixage de son
  - en 2004 pour Le Seigneur des anneaux : Le Retour du roi
  - en 2006 pour King Kong

### Nominations
- Oscar du meilleur mixage de son
  - en 2002 pour Le Seigneur des anneaux : La Communauté de l'anneau
  - en 2003 pour Le Seigneur des anneaux : Les Deux Tours
- British Academy Film Award du meilleur son
  - en 2002 pour Le Seigneur des anneaux : La Communauté de l'anneau
  - en 2003 pour Le Seigneur des anneaux : Les Deux Tours
  - en 2004 pour Le Seigneur des anneaux : Le Retour du roi
  - en 2006 pour King Kong